# За будь-яку ціну (фільм, 2012)
«За будь-яку ціну» (англ. At Any Price) — американська драма режисера Раміна Бахрані про батька, який мріє, що його сімейний бізнес послужить зближенню з сином. Але син не бажає долучатися до сімейної справи, а мріє стати гонщиком. У головних ролях - Денніс Квейд і Зак Ефрон.

## Сюжет
Генрі Віпла (Денніс Квейд), героя драматичної ленти «Будь-якою ціною», справді можна назвати «зразком американської стабільності». У цієї людини є ферма, яка впродовж декількох поколінь успадковується від батьків до синів. Але за глибокими і прямими зморшками обличчя Генрі ховаються якісь невпевненість і дратівливість. Дія кінострічки відбувається в штаті Айова, одвічно сільськогосподарському регіоні США, де розвиток фермерства в широких масштабах змусило залучити в галузь біологів, новітні технології генної інженерії, на службі у якій наш головний герой і знаходиться.
Генрі, для забезпечення стабільності своєї сім'ї, зайнятий продажами насіння, його вважають дуже хорошим фахівцем і він досить успішний у своїй галузі. Однак, лаври ще одного ділка не дають йому спокою. Також його головний конкурент випереджає і в самому болючому питанні - щодо зі своїми синами.
У сімействі Віплів два сини: старший — улюбленець будинку, зірка місцевого футболу, відправився в подорож по світу, у його батька немає ні тіні сумнівів - він точно повернеться і продовжить батьківську справу. А до молодшого сина на ім'я Дін (Зак Ефрон) налаштований вже менш лояльно. Хоча Дін живе разом з батьками, він ненавидить життя фермерів і мріє вирватися з звідси якомога швидше. Його єдине й справжнісіньке захоплення - це автогонки.
Може бути, невдоволення батька пов'язано не тільки з тим, що його син відмовляється йти по його стопах, а, напевно, з тим, що обидва всередині себе вважають свою рідну землю згубним місцем. Однак, батько ніяк не бажає визнати і прийняти це.

## У ролях
- Денніс Квейд — Henry Whipple
- Зак Ефрон — Dean Whipple
- Кім Діккенс — Irene Whipple
- Хізер Грем — Meredith Crown
- Кленсі Браун — Jim Johnson
- Аарон Б. Одубер — Young Dean Whipple
- Джейкоб Р. Одубер — Young Grant Whipple
- Патрік В. Стівенс — Grant Whipple
- Майка Баклі — Cadence Farrow